# Aphilopota lapillata
Aphilopota lapillata är en fjärilsart som beskrevs av Fletcher 1956. Aphilopota lapillata ingår i släktet Aphilopota och familjen mätare. Inga underarter finns listade i Catalogue of Life.